# Fouquieria splendens
Fouquieria splendens é uma planta nativa do deserto de Mojave, deserto de Sonora, deserto de Chihuahua e deserto do Colorado no sudoeste dos Estados Unidos (sul da Califórnia, sul de Nevada, Arizona, Novo México, Texas) e norte do México (até o sul de Hidalgo e Guerrero).
Embora seja uma planta semi-suculenta e desértica, está mais próxima da Camellia sinensis e dos mirtilos do que dos cactos. Durante a maior parte do ano, a planta parece ser um arranjo de grandes gravetos espinhosos mortos, embora um exame mais atento revele que os caules são parcialmente verdes. Com a chuva, a planta rapidamente se torna exuberante com folhas pequenas (2-4 cm) e ovadas, que podem permanecer por semanas ou até meses.
Os caules individuais podem atingir um diâmetro de 5 cm na base, e a planta pode atingir uma altura de 10 m. A planta se ramifica muito fortemente em sua base, mas, acima disso, os ramos são semelhantes a postes e raramente se dividem mais. Os espécimes em cultivo podem não apresentar nenhum ramo secundário. Os talos das folhas endurecem e se transformam em espinhos rombudos, e novas folhas brotam da base do espinho.
As flores carmesim brilhantes aparecem especialmente após a chuva na primavera, no verão e, ocasionalmente, no outono. As flores são agrupadas de forma indeterminada nas pontas de cada caule maduro. As flores individuais são levemente zigomórficas e são polinizadas por beija-flores e abelhas-carpinteiras nativas.

## Distribuição

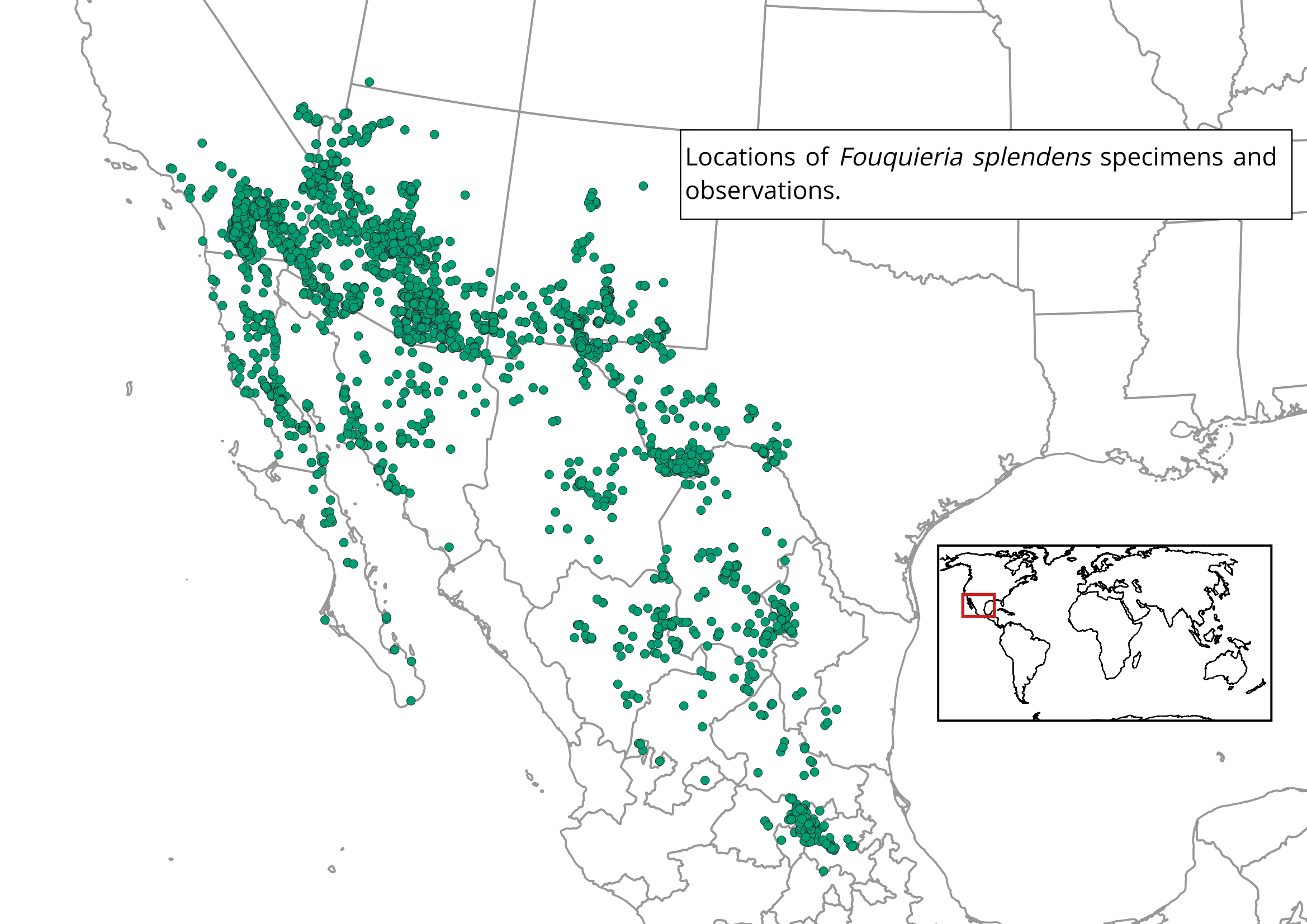
Distribuição da Fouquieria splendens no México e nos Estados Unidos

A Fouquieria splendens ocorre em regiões desérticas do sudoeste dos Estados Unidos até o centro do México. Cresce em solos secos, geralmente rochosos.

## Cultivo

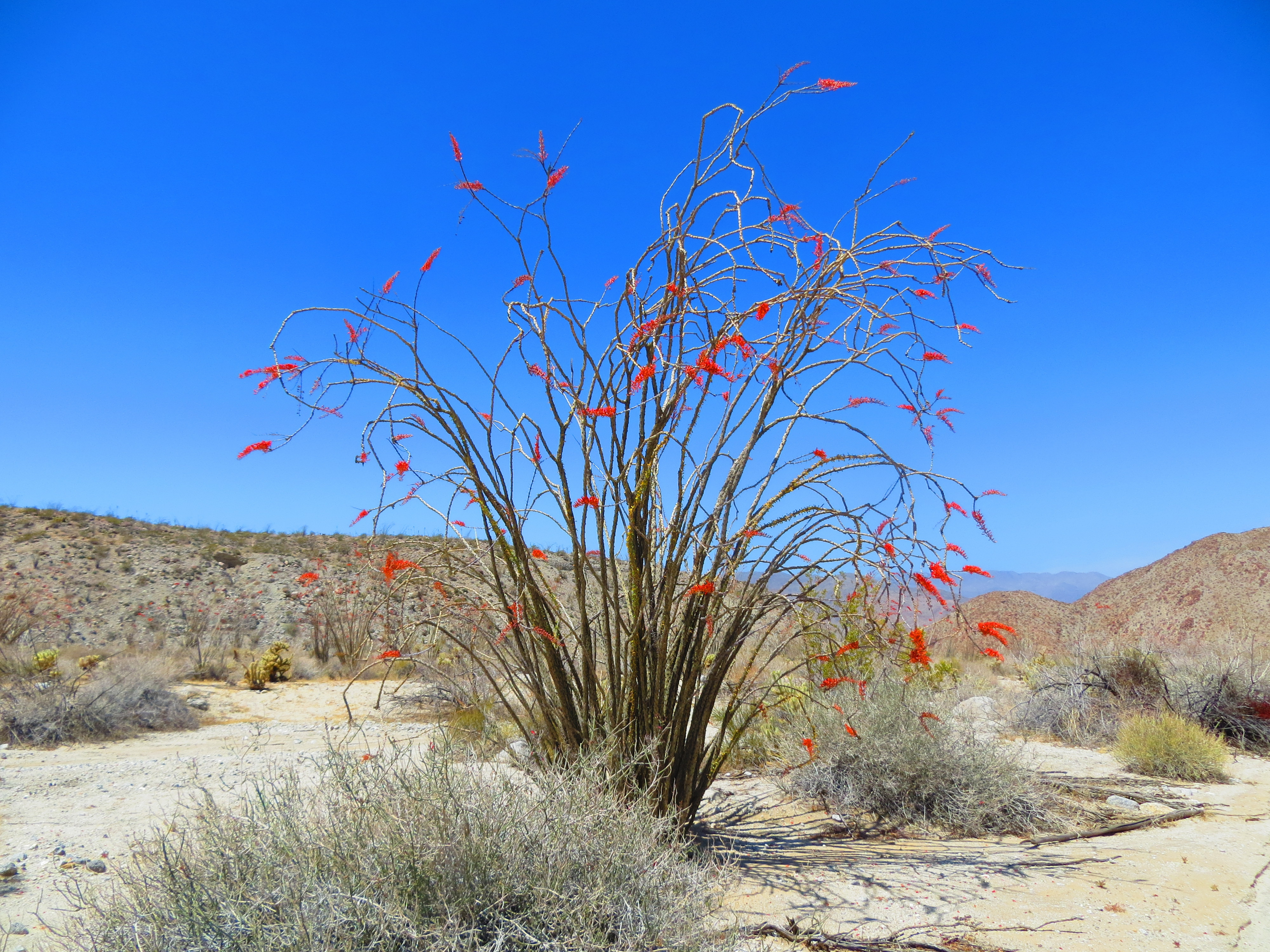
Uma Fouquieria splendens florescendo na primavera na Pinyon Wash Road, no en, Califórnia.

A Fouquieria splendens pode ser plantada durante todo o ano com cuidado. As plantas ideais foram cultivadas em vasos a partir de estacas de caule e de sementes. O transplante de plantas grandes de raiz nua tem pouco sucesso. Elas devem ser plantadas na profundidade de crescimento original e, como no caso dos cactos, em sua orientação direcional original: o lado sul original da planta, que se tornou mais resistente ao calor e à luz do sol, deve ficar novamente voltado para a direção sul, mais brilhante e quente. Se a direção não for marcada, o sucesso será novamente limitado.

## Usos
- Os caules individuais são, às vezes, usados como postes como material para cercas em sua região nativa e, muitas vezes, criam raízes para formar uma cerca-viva.
- Devido ao seu peso leve e padrão interessante, os galhos têm sido usados como bengalas.
- As flores frescas às vezes são usadas em saladas e têm um sabor picante.
- As flores são coletadas, secas e usadas em tisanas.
- De acordo com o Medicinal Plants of the Desert and Canyon West (livro publicado em 1989 pelo Museum of New Mexico Press), uma tintura de súber pode ser feita cortando a casca recém-removida em pedaços de 1/2 polegada. Diz-se que ela é útil para os sintomas que surgem devido à congestão de fluidos e que é absorvida dos intestinos para o sistema linfático mesentérico por meio dos vasos lácteos do revestimento do intestino delgado. Acredita-se que isso estimule uma melhor drenagem da linfa visceral para o ducto torácico e melhore a absorção da gordura da dieta pelo sistema linfático.[7]
- O banho em água contendo flores ou raízes esmagadas tem sido usado para aliviar a fadiga.[7]
- Os nativos americanos colocam as flores e raízes sobre feridas recentes para retardar o sangramento.[7]
- A planta também é usada para aliviar a tosse, membros doloridos, varizes, infecções do trato urinário e crescimentos benignos da próstata.[7]

## Subespécies
As três subespécies são:
- F. s. splendens Engelm.
- F. s. breviflora Hendrickson
- F. s. campanulata (Nash) Henrickson

## Galeria

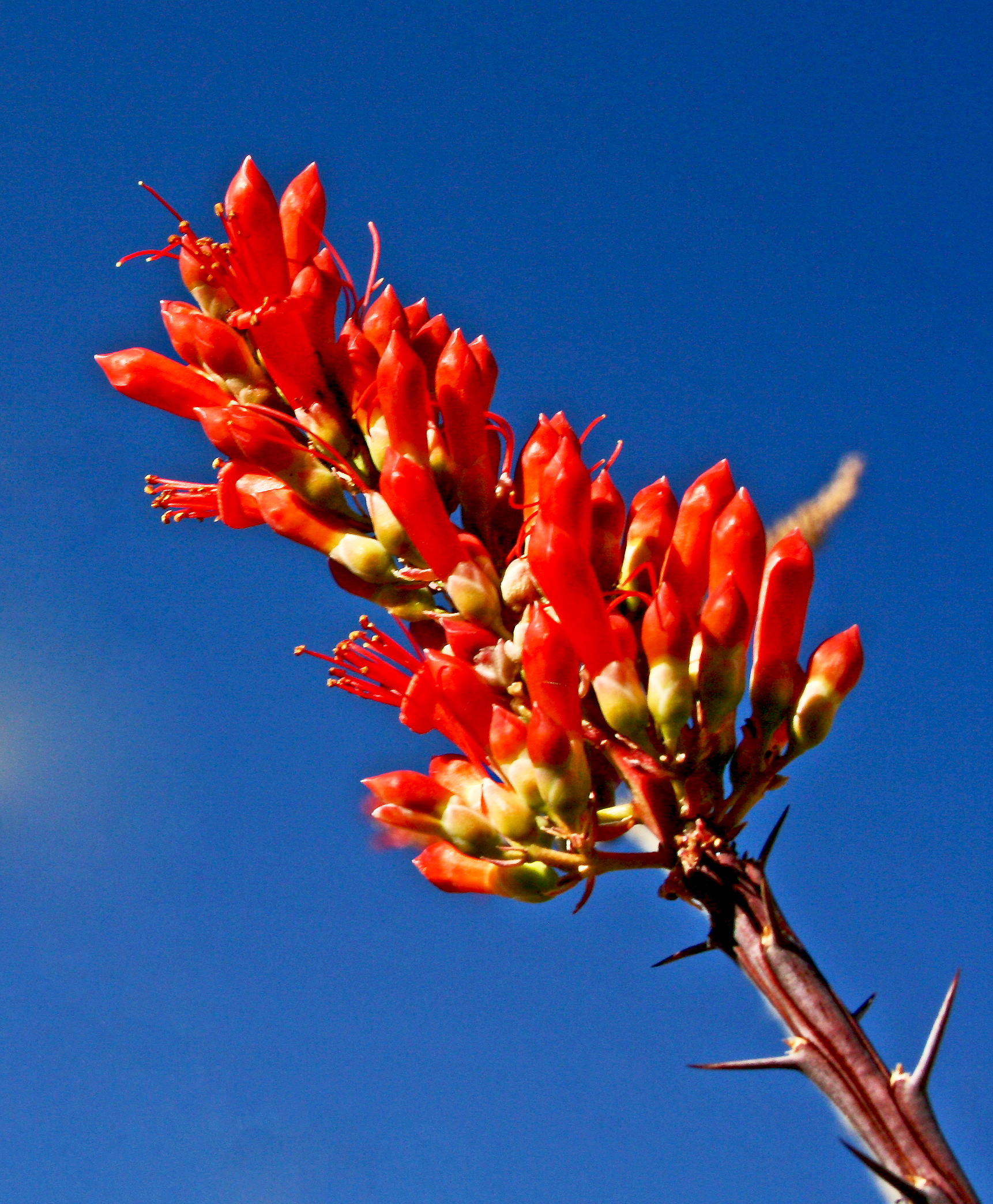
Uma flor de Fouquieria splendens.
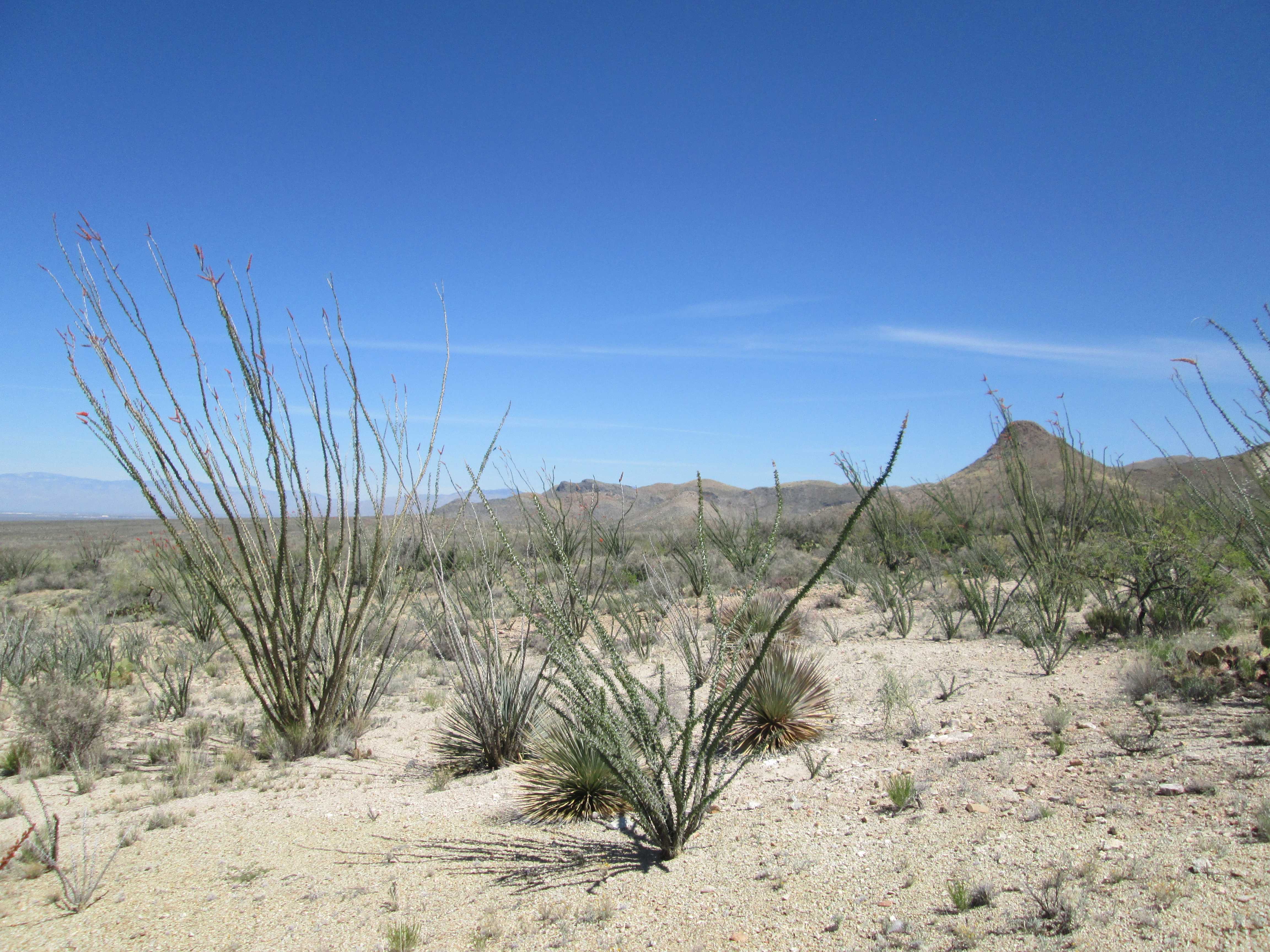
Floresta de Fouquieria splendens na Serra de Santa Rita, no Arizona.
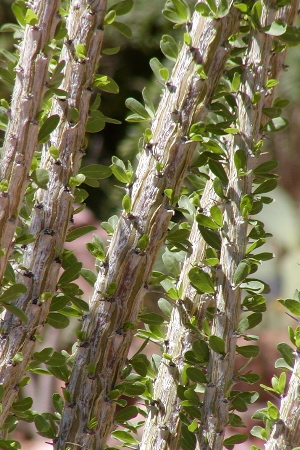
Imagem aproximada das folhas de Fouquieria splendens.
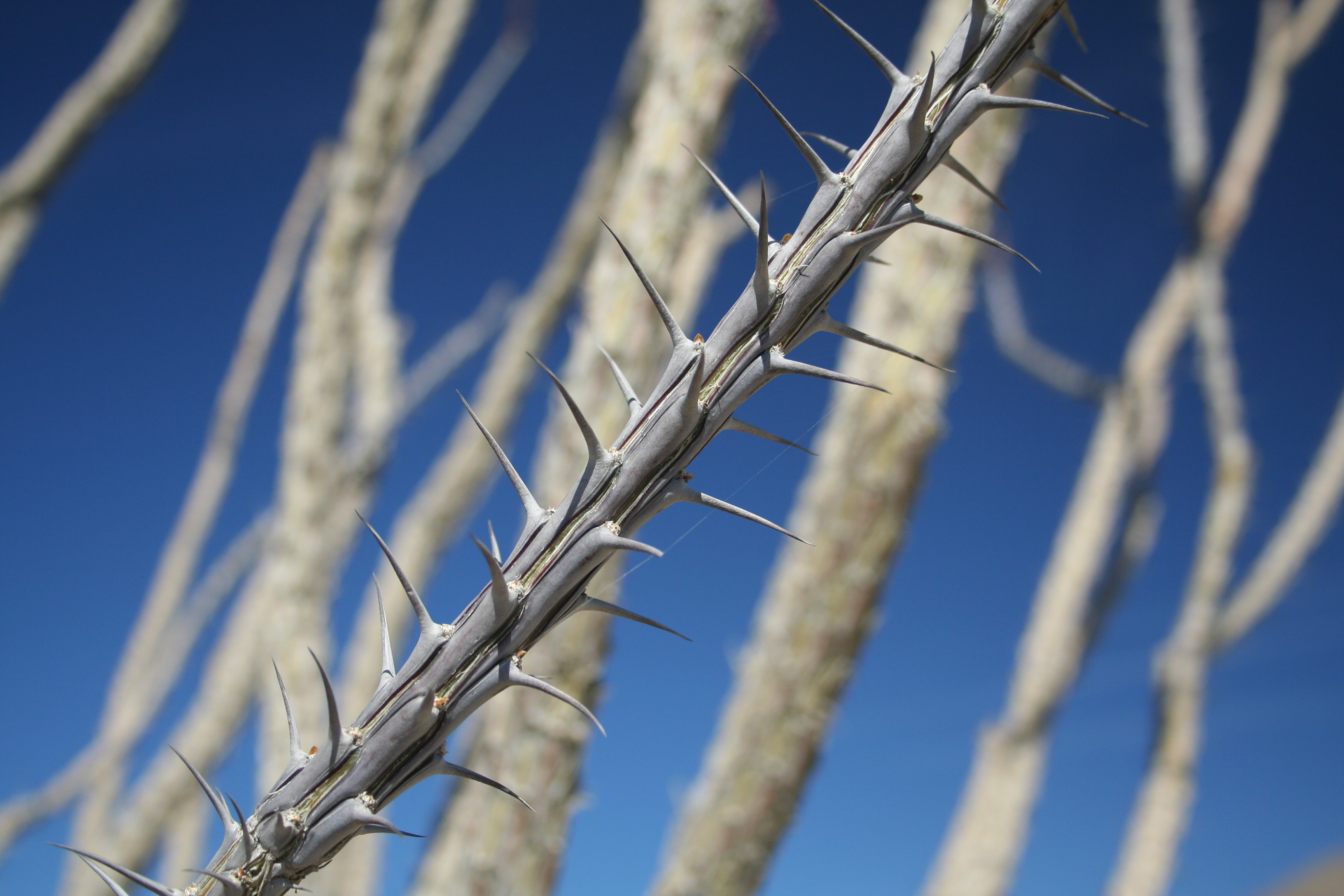
Imagem aproximada de espinhos de Fouquieria splendens no Parque Estadual do Deserto de Anza-Borrego [en].
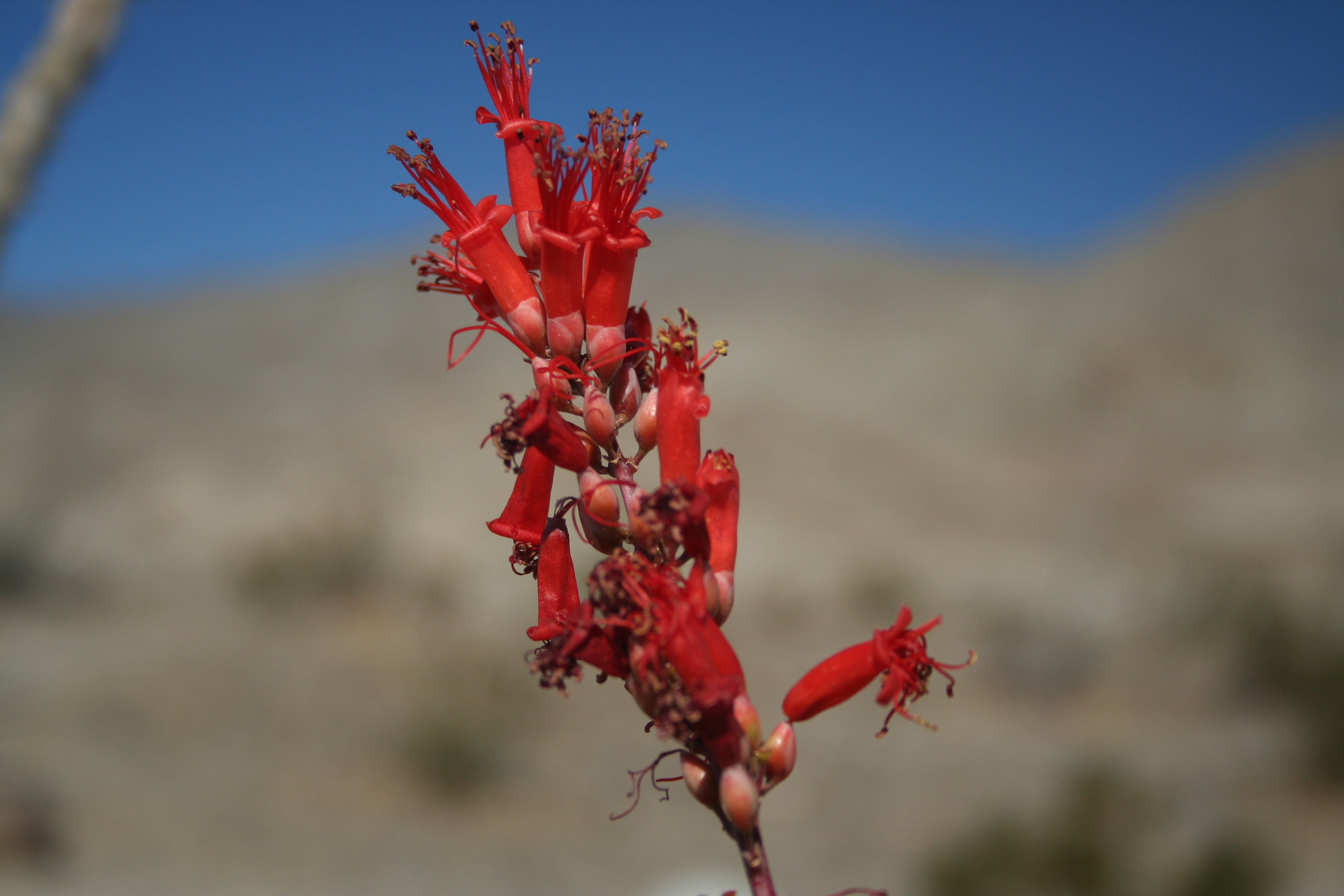
Imagem aproximada de flores de Fouquieria splendens no Parque Estadual do Deserto de Anza-Borrego [en].
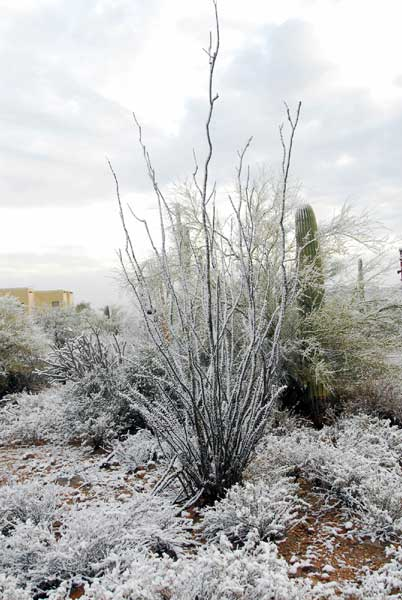
Fouquieria splendens coberta de neve em Tucson, Arizona.
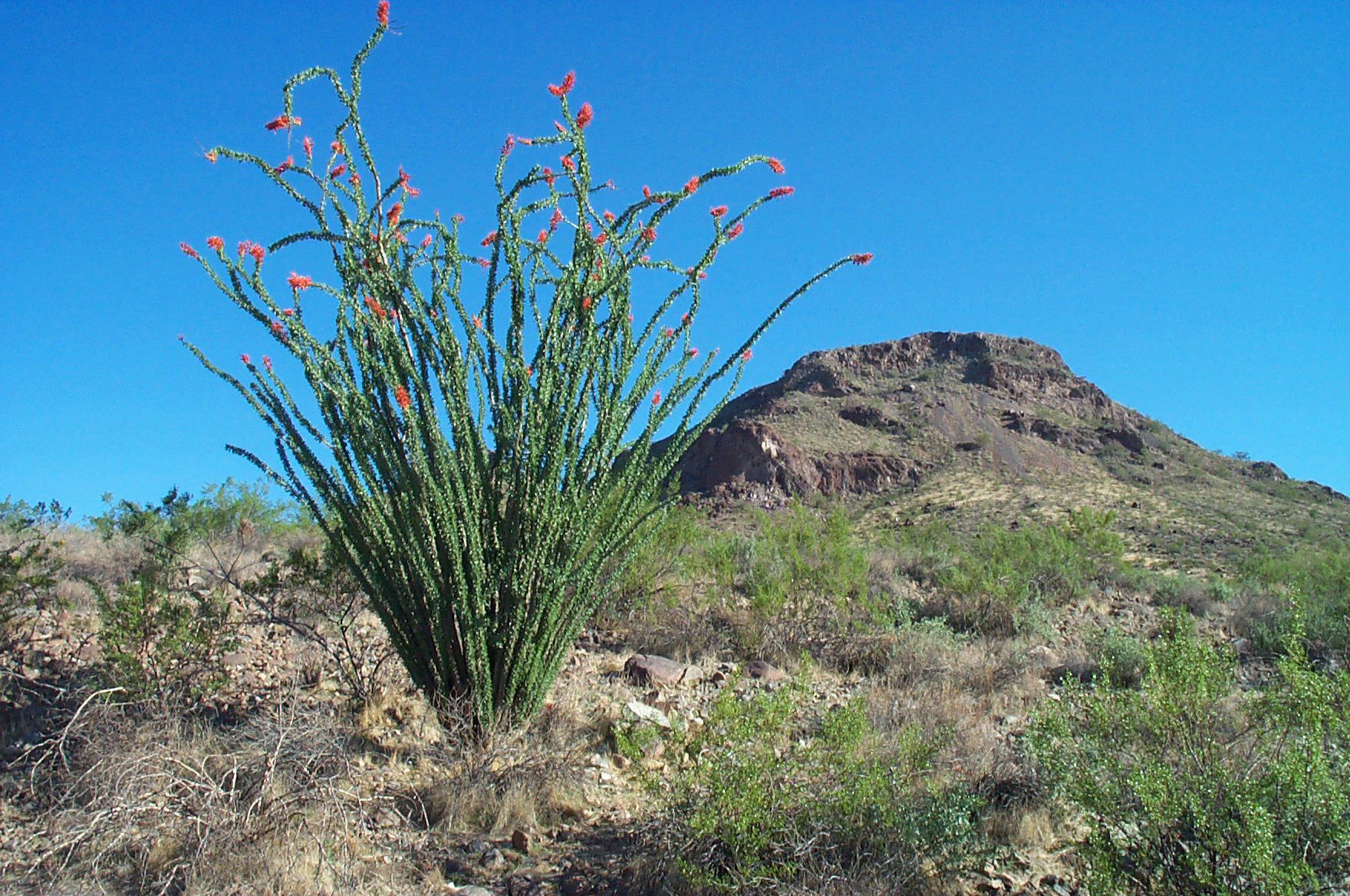
Fouquieria splendens em plena floração perto da Montanha Lookout, Phoenix, Arizona.
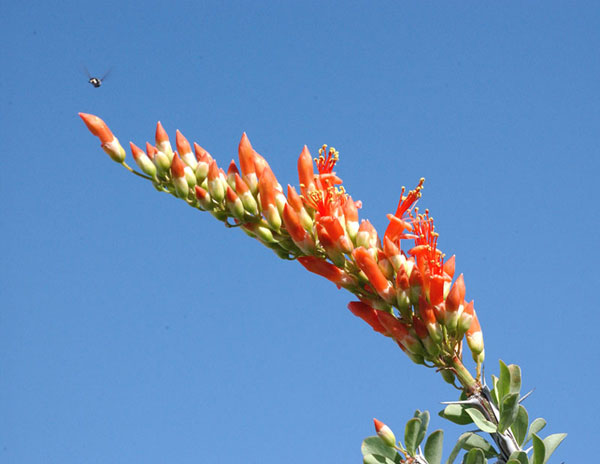
Flor de Fouquieria splendens com uma abelha no topo, Tucson, Arizona.
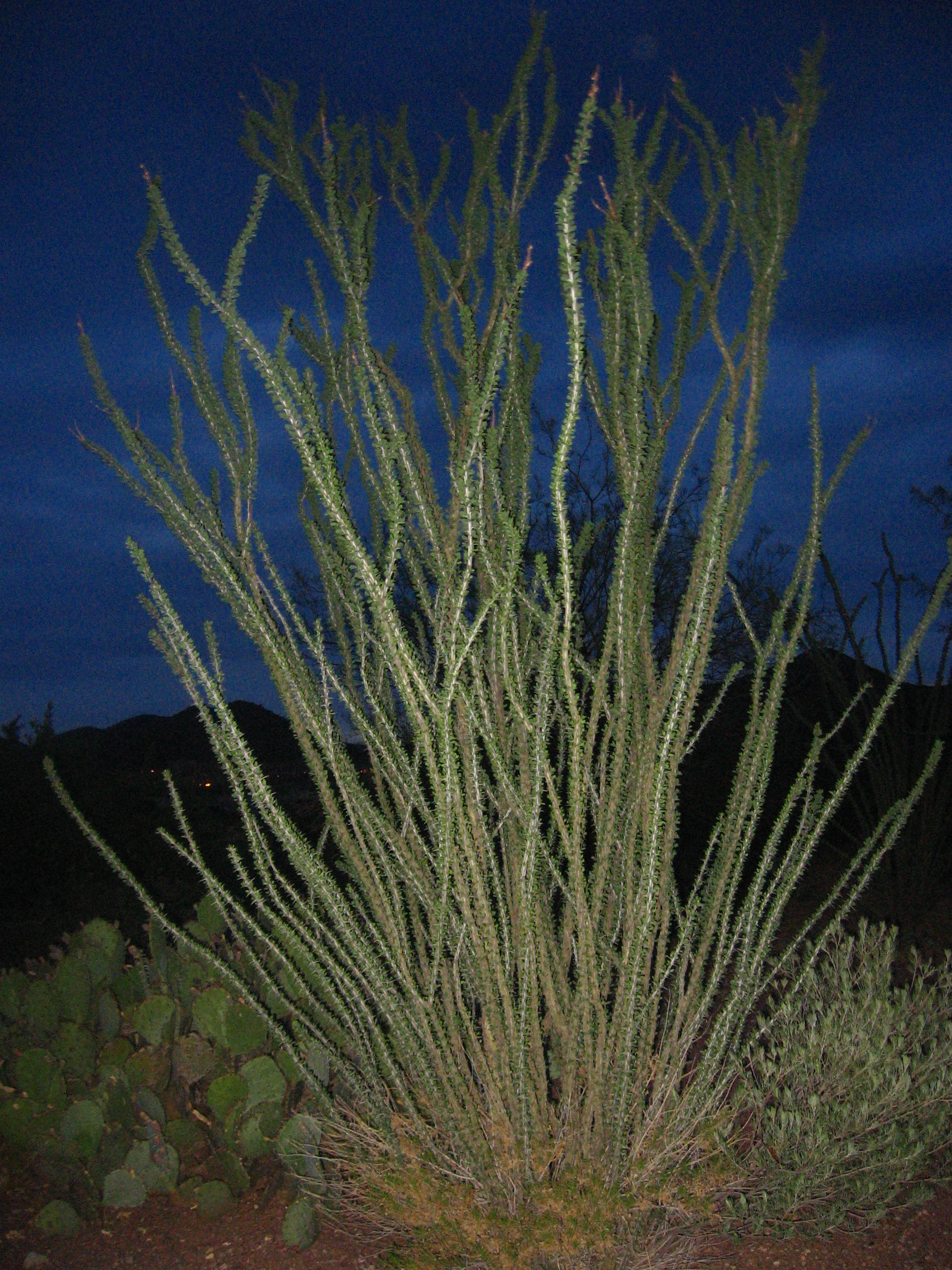
Fouquieria splendens nas Montanhas de Tucson [en] após um evento de chuva.
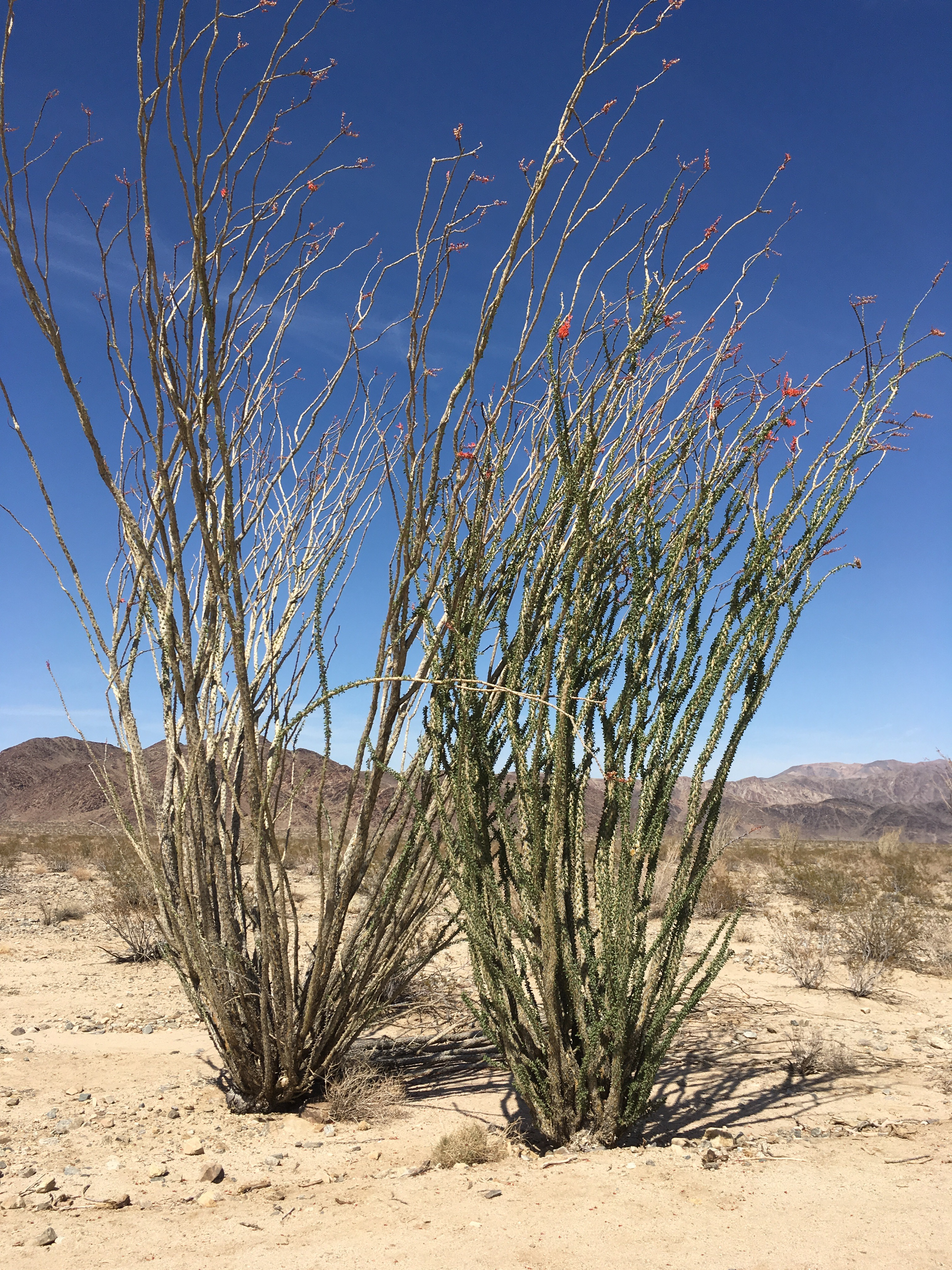
Fouquieria splendens no Parque Nacional de Joshua Tree.
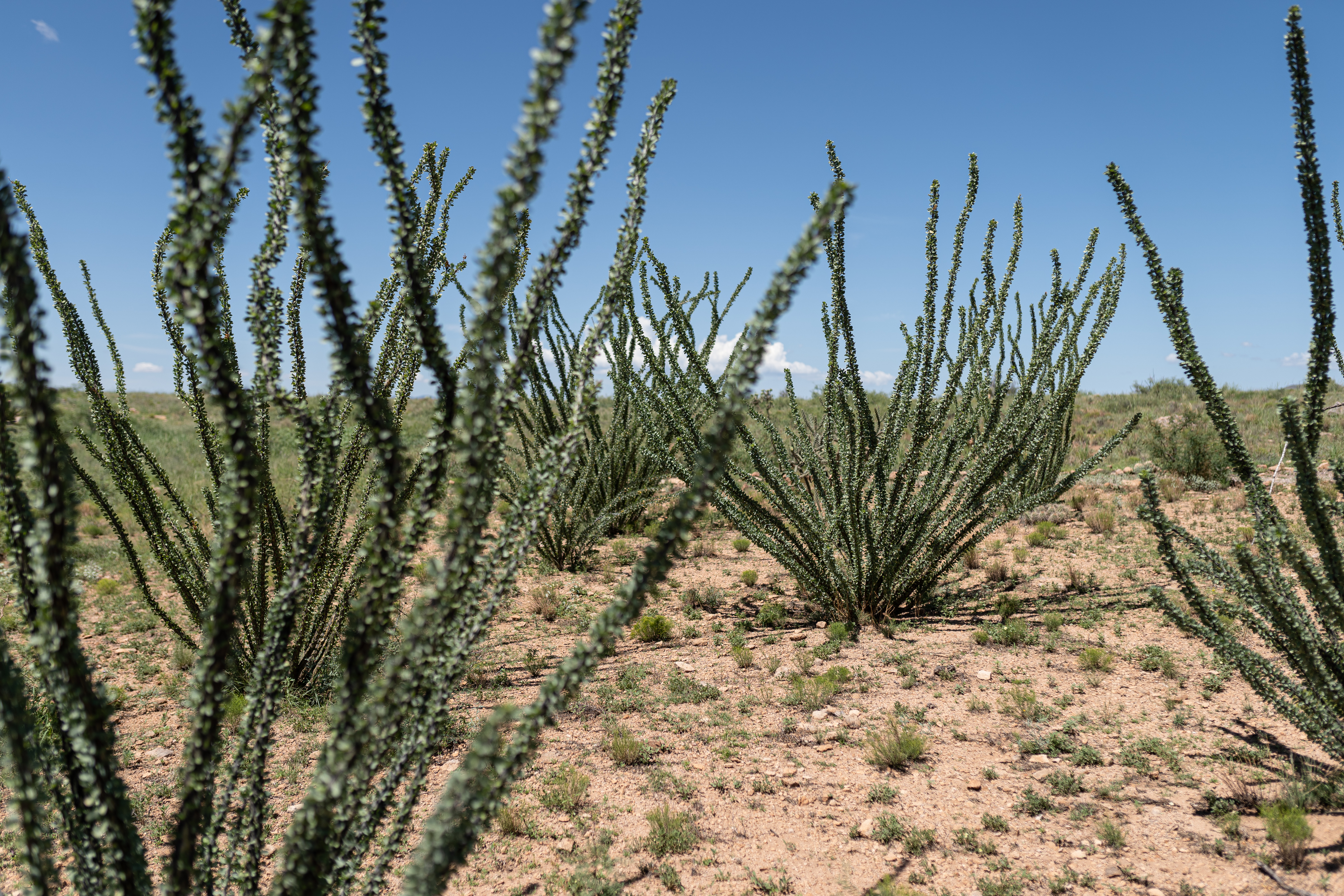
Fouquieria splendens no jardim botânico do deserto do Parque Estadual de City of Rocks [en].